# Dilorom Saidaminova
Dilorom Saidaminova (en uzbek: Дилором Сайдаминова) (Taixkent, 27 de febrer de 1943), és una compositora i pianista uzbeka.
Saidaminova estudià al Liceu Uspenski entre 1950 i 1961 i al Conservatori de Taixkent, on es graduà en piano el 1966 i, l'any següent, en composició. El 1971 obtingué el doctorat en composició i el 1981 completà els estudis de postgrau al Conservatori de Moscou. Ha exercit de professora de composició, història de la música i piano al Conservatori de Taixkent en dos períodes entre 1967 i 1985 i entre 1988 i 1995. En l'ínterim, ocupà el càrrec d'editora musical en cap de la Companyia estatal de radiotelevisió de l'Uzbekistan. Actualment, Saidaminova és membre de la Unió de compositors i bastakors de l'Uzbekistan, de la Unió de compositors russos i de l'Associació estatunidenca de compositors, autors i editors.
| Premi, beca o encàrrec                                                                       | Obra                  | Any  | Ciutat               |
| -------------------------------------------------------------------------------------------- | --------------------- | ---- | -------------------- |
| Jove compositor més destacat de l'Uzbekistan (premi especial)                                | Poema simfònic        | 1977 | Taixkent, Uzbekistan |
| Concurs estatal (segon premi)                                                                | Uzbekistan            | 1982 | Taixkent             |
| Concurs estatal (primer premi)                                                               | Obertura de vacances  | 1983 | Taixkent             |
| Premi per a les contribucions destacades a la cultura i la música de l'Uzbekistan            |                       | 1991 | Taixkent             |
| Concurs de l'Organització de Dones Alemanyes i Austríaques en les Arts - GEDOK (segon premi) | Pel so de Francesca   | 1998 | Mannheim, Alemanya   |
| Beca de l'Open Society Institute (Fundació Soros)                                            |                       | 2002 | Taixkent             |
| Encàrrec del Bach Choir de Pittsburgh                                                        | Azon                  | 2002 | Pittsburgh, EUA      |
| Premi del Carnegie Music Hall de Pittsburgh                                                  | Obertura festiva      | 2003 | Pittsbugh, EUA       |
| Encàrrec del saxofonista James Houlik                                                        | Concert per a saxòfon | 2004 | Nova York, EUA       |
| Encàrrec del violinista Ígor Kalnin                                                          | Ascendint a la llum   | 2021 |                      |

## Tradició i modernitat
L'obra de Dilorom Saidaminova es caracteritza, d'una banda, per una síntesi entre tradició i modernitat. La pianista i professora del Conservatori estatal de l'Uzbekistan Hayitbaeva Dilbar Sultanovna ho exemplifica a través de tres de les obres per a piano més destacades del repertori de Saidaminova: Els murs de l'antiga Bukharà (1973), Pintures murals d'Afrasiab (1996) i Diàleg amb ‘Umar Ḫayyām (2010). En totes tres composicions –una successió que permet traçar l'evolució estilística de Saidaminova al llarg de gairebé quatre dècades–, vehicula el record de l'experiència històrica uzbeka mitjançant el cultiu de noves tècniques musicals. Zenin Rasul, doctor per la Facultat de música i arts escèniques de la Universitat de Bilkent (Turquia), remarca la intenció de Saidaminova d'evocar les sonoritats d'instruments tradicionals com el rubab o el çeng en Pintures murals d'Afrasiab. Aquest recurs, conviu amb la recerca d'un nou llenguatge compositiu que remet, segons Rasul, a un impressionisme contemporani (fórmules d'obstinat rítmic, sèries cromàtiques, reiteració d'intervals de quarta, sexta i octava, entre d'altres).
Lucille Lisack, professora d'antropologia a la Universitat de París-Nanterre, emfasitza l'allunyament respecte els llenguatges musicals clàssics i romàntics occidentals i tradicionals uzbeks: la música de Saidaminova, segons Lisack, s'inscriu en les avantguardes musicals partidàries de la dissolució de la tonalitat i cultiva la desconstrucció de la melodia, el repartiment de motius entre diferents instruments... De fet, juntament amb el també uzbek Dimitri Yanov-Yanovsky, Saidaminova mantingué un vincle sòlid amb l'avantguarda soviètica més partidària de la renovació musical, en oposició al corrent de tendència tradicional, que s'emmirallava en l'estètica romàntica.
En l'oratori rock A tu, pàtria (1985), Saidaminova explora les sonoritats de la guitarra elèctrica i el sintetitzador. Aquest darrer instrument apareix també en A través de les línies de somnis boirosos (2004), l'enèsim exercici de fusió entre tradició i modernitat: l'obra compta amb un conjunt tradicional conformat per ney, koshnay, chang, dos dutars, dos dutars baixos, qanun, dos rababs, dos rababs de Kaixgar i dos rababs d'Afganistan.

## Filosofia
Els especialistes en la figura de Dilorom Saidaminova han apuntat, d'altra banda, la preferència per qüestions filosòfiques i la profunditat emocional de la seva obra. En el cicle de piano Diàleg amb ‘Umar Ḫayyām (2010), la compositora entaula un diàleg virtual amb la filosofia oriental a través d'‘Umar Ḫayyām, poeta, matemàtic, astrònom i filòsof persa que visqué entre els segles XI i XII de l'era present. Segons Hayitbaeva Dilbar Sultanovna, aquesta conversa ficcionada amb ‘Umar Ḫayyām representa la culminació, en l'obra de Saidaminova, de l'exploració de temes filosòfics com la saviesa eterna i altres qüestions existencials: les lleis de l'univers, l'essència de l'ésser, la veritat, l'espai, el temps, la vida i la mort. Unes qüestions que aborda, igualment, en Pel so de Francesca (1997), Perdut en l'eternitat... (1998), En memòria dels meus amics (1999), El jardí de la meva infantesa (2002), Primum impe imperare sibi imperare (2003)...
Segons Mustafina Ekanterina Ilyinichna, doctora pel Conservatori estatal de l'Uzbekistan, en En memòria dels meus amics (1999) –un memorial per a Sergei Beinsky (1946-1998) i Armen Shakhbagyan (1947-1999)– i El jardí de la meva infantesa (2002), Saidaminova pretén reflectir els "valors morals del poble uzbek" amb relació al "respecte als pares i a la família". Ho fa, des d'un punt de vista tècnic, mitjançant la dispersió del material musical en diferents registres, utilitzant motius curts i fórmules rítmiques repetides, pedals, polirítmies, amplitud dinàmica... Dilorom Saidaminova carrega aquests recursos tècnics de significat: a tall d'exemple, en l'obra Saraton (2013) pretén evocar el pic de calor estival a l'Uzbekistan a través d'un tempo lent, d'una melodia poc oscil·lant, d'un trèmolo que "crea la sensació de calitja que apareix amb l'escalfor del sol"... O en el trio Sabo (2006), on intenta representar la brisa matinal, "efímera, misteriosa i mancada de llum", recorrent a notes agudes, tensions harmòniques irresoltes...

## Obra publicada
L'obra completa de Dilorom Saidaminova traspua diversitat de gèneres i eclecticisme cultural, des d'obres per a formacions canòniques (orquestra, conjunts de cambra...) fins a agrupacions de fusió entre rock i música tradicional centreasiàtica, transitant també entre les fronteres de la música escènica i de les bandes sonores.

#### Per aorquestra
| Títol                         | Any  | Observacions |
| ----------------------------- | ---- | --- |
| Obertura simfònica            | 1963 | |
| Simfonia número 1             | 1967 | |
| Concert número 1              | 1971 | Per a piano i orquestra                                                                                          |
| Poema simfònic                | 1977 | |
| Concert número 2              | 1981 | Per a piano i orquestra                                                                                          |
| Obertura de vacances          | 1983 | |
| Simfonia número 2             | 1988 | |
| Poema                         | 1994 | |
| Una novel·la curta            | 1944 | Per a orquestra de corda                                                                                         |
| En memòria dels meus amics    | 1999 | |
| El jardí de la meva infantesa | 2002 | Per a dos pianos i orquestra                                                                                     |
| Obertura festiva              | 2003 | Per a banda simfònica                                                                                            |
| Concert                       | 2004 | Per a saxòfon tenor i banda simfònica. Existeix una versió del 2005, més llarga, per a saxòfon tenor i orquestra |
| Les ombres                    | 2010 | Per a saxòfon i petita orquestra                                                                                 |
| Amir Timur                    | 2011 | Per a percussió i orquestra                                                                                      |
| L'olor de la nit              | 2013 | Per a petita orquestra                                                                                           |
| Les danses de la pluja        | 2013 | Per a petita orquestra                                                                                           |

#### Per acambra
| Títol                              | Any       | Observacions |
| ---------------------------------- | --------- | --- |
| Sonatina                           | 1960      | Per a chang |
| Variacions                         | 1961      | Per a violí i piano |
| Quartet de corda                   | 1966      | |
| Representació de concert           | 1980      | Per a flauta |
| Tres representacions               | 1981      | Per a trompeta |
| Cinc representacions               | 1985-1987 | Per a ghijak |
| Navrus                             | 1990      | Per a dues trompetes, trompa, trombó i tuba |
| Monòleg                            | 1992      | Per a viola i piano |
| Poema - improvisació               | 1992      | Per a viola i piano |
| Umid - esperança                   | 1993      | Per a violí i piano. Escrita per al seu fill, Tigran Shiganyan, i estrenada per ell mateix en el Concurs internacional de la ciutat d'Almati (Kazakhstan), on guanyà el premi especial. Ha esdevingut popular en els programes escolars i en els concursos uzbeks. |
| Fantasia                           | 1994      | Per a chang i piano |
| Sonata - improvisació              | 1994      | Per a violoncel i piano |
| Una pregària a la nit              | 1994      | Per a saxòfon tenor |
| Maskaraboses                       | 1994      | Per a saxòfon alt |
| Pel so de Francesca                | 1997      | Per a flauta, violí, violoncel i percussió |
| Sonata número 1                    | 1997      | Per a violí i piano. Escrita per al seu fill, Tigran Shiganyan, per ser interpretada en concursos a Itàlia i l'Uzbekistan. |
| Perdut en l'eternitat              | 1998      | Per a piano, dos violins, viola, violoncel i contrabaix |
| Per al meu fill                    | 2001      | Per a violí i conjunt de flauta, oboè, clarinet, fagot, dues trompes, dos violins, una viola, un violoncel i un contrabaix |
| Primum impe imperare sibi imperare | 2003      | Per a piano i percussió |
| Sonata número 2                    | 2005      | Per a violí i piano |
| Sabo - brisa matinal               | 2006      | Per a violí, violoncel i piano |
| On no hi ha temps                  | 2010      | Per a clarinet, violí i piano |
| Els sons del ney                   | 2012      | Per a ney, percussió i un conjunt |
| Saraton                            | 2013      | Versió per a zurna, chang, rabab de Kaixgar i dos violins. Saraton és com s'anomena el pic de calor estival a l'Uzbekistan i altres indrets de l'Àsia central. |

#### Per a veu i per a cor
| Títol                                     | Any  | Observacions |
| ----------------------------------------- | ---- | --- |
| A tu, pàtria                              | 1985 | Oratori rock amb text d'Oman Mukhtarov per a tenor, guitarra, guitarra elèctrica, guitarra baixa, sintetitzador i percussió                                                                   |
| Fort amb l'amistat fraternal              | 1986 | Oda amb text de Rakhim Farkhadi per a baix, cor mixt i orquestra |
| Requiem                                   | 2001 | Rèquiem per a veu i piano |
| Azon                                      | 2002 | Text extret de pregàries musulmanes per a cor mixt, violí, piano i orgue |
| A través de les línies de somnis boirosos | 2004 | Per a veu, contrabaix, sintetitzador, conjunt tradicional (ney, koshnay, chang, dos dutars, dos dutars baixos, qanun, dos rababs, dos rababs de Kaixgar, dos rababs d'Afganistan i percussió) |
| Divan occident-oriental                   | 2009 | Text de Johann Wolfgang von Goethe |
| Saraton                                   | 2013 | Versió per a veu, zurna, chang i rabab de Kaixgar |

#### Per a piano
| Títol                            | Any  | Observacions     |
| -------------------------------- | ---- | ---------------- |
| Obres per a infants              | 1966 |                  |
| Estudi                           | 1968 |                  |
| Obra polifònica                  | 1969 |                  |
| Vals líric                       | 1969 |                  |
| Cançó de bressol                 | 1969 |                  |
| Les curses                       | 1969 |                  |
| Dansa fantàstica                 | 1970 |                  |
| Cucut i amagar                   | 1970 |                  |
| Nocturn                          | 1971 |                  |
| Reflexió                         | 1971 |                  |
| Rondó                            | 1972 |                  |
| Les muralles de l'antiga Bukharà | 1973 | Revisada el 1988 |
| Sayora                           | 1974 |                  |
| Toccatina                        | 1974 |                  |
| Sonatina                         | 1974 |                  |
| Poema                            | 1980 |                  |
| Dedicatòria a un poeta           | 1981 |                  |
| Vals                             | 1989 |                  |
| Tres representacions             | 1991 |                  |
| Tres preludis i també...         | 1994 |                  |
| Pintures murals d'Afrasiab       | 1997 |                  |
| Juga amb Batman                  | 2003 |                  |
| Diàleg amb ‘Umar Ḫayyām          | 2010 |                  |

#### Per a orgue
| Títol              | Any  | Observacions |
| ------------------ | ---- | ------------ |
| Somnis d'infantesa | 1988 |              |

#### Bandes sonoresi música d'animació
| Títol                             | Any  | Observacions            |
| --------------------------------- | ---- | ----------------------- |
| La catifa màgica                  | 1973 | Animació; Malik Kajumov |
| Khamrakul - Ata                   | 1976 | Melis Abzalov           |
| Khiva                             | 1977 | Malik Kajumov           |
| Hi ha una ciutat amistosa a l'Est | 1977 | Malik Kajumov           |
| Reunió amb Taixkent               | 1979 | Malik Kajumov           |
| El júnior                         | 1994 | Rano Kubeyeva           |

#### Altres composicions
| Títol                         | Any  | Observacions                                       |
| ----------------------------- | ---- | -------------------------------------------------- |
| Una nena que ha fet màgia     | 1965 | Música escènica per a l'obra de Shukur Sagdulla    |
| Una pedra inflamable          | 1971 | Ballet amb llibret d'Oleg Uzakov                   |
| La meva estimada no em fa cas | 1974 | Música escènica per a l'obra de Yusuf Shamansurov  |
| Gàbia màgica                  | 1975 | Música escènica per a l'obra de Zakhid Khaknazarov |